# Unione dei bambini di Corea
L'Unione dei Bambini di Corea (in coreano: 조선 소년단?, 朝鮮 少年 團?, Chosŏn SonyŏndanMR) è l'organizzazione che precede la Lega della Gioventù Socialista Patriottica in Corea del Nord, contribuendo al movimento giovanile al movimento dei pionieri nordcoreano (tipico dei regimi di stampo socialista o comunista). È un'organizzazione per i bambini dai 6 ai 15 anni ed è legata al Partito del Lavoro di Corea. Il suo ramo in uniforme è noto come Giovani Pionieri (che comprende anche i cadetti della Scuola Rivoluzionaria Bandiera Rossa Mangyongdae, scuola dell'élite nordcoreana a Pyongyang), che ammette bambini e pre-adolescenti dai 9 ai 15 anni. L'organizzazione gestisce capitoli nelle scuole elementari e secondarie a livello nazionale. Insegna ai bambini lo Juche e le ideologie dietro il sistema nordcoreano. I giovani di età superiore ai 15 anni possono unirsi alla Lega della Gioventù Socialista Patriottica.
I nuovi bambini di solito vengono formalmente accolti in un importante giorno festivo come il Giorno del Sole, il Giorno di Fondazione Militare o il Giorno della Fondazione della Repubblica. È considerata un'occasione importante nella vita di un bambino. In questi giorni, i bambini della scuola materna vengono ufficialmente ammessi e gli vengono distribuiti fazzoletti rossi e spille.